# Роквілл (Південна Кароліна)
Роквілл (англ. Rockville) — місто (англ. town) в США, в окрузі Чарлстон штату Південна Кароліна. Населення — 141 особа (2020).

## Географія
Роквілл розташований за координатами 32°36′12″ пн. ш. 80°11′27″ зх. д. / 32.60333° пн. ш. 80.19083° зх. д. (32.603223, -80.190946).  За даними Бюро перепису населення США в 2010 році місто мало площу 1,33 км², з яких 1,10 км² — суходіл та 0,23 км² — водойми.

## Демографія
Згідно з переписом 2010 року, у місті мешкали 134 особи в 65 домогосподарствах у складі 47 родин. Густота населення становила 101 особа/км².  Було 96 помешкань (72/км²).
Расовий склад населення:
| - 87,3 % — білих - 11,2 % — чорних або афроамериканців - 1,5 % — корінних американців |

До двох чи більше рас належало 0,0 %. Частка іспаномовних становила 1,5 % від усіх жителів.
За віковим діапазоном населення розподілялося таким чином: 13,4 % — особи молодші 18 років, 55,3 % — особи у віці 18—64 років, 31,3 % — особи у віці 65 років та старші. Медіана віку мешканця становила 60,0 року. На 100 осіб жіночої статі у місті припадало 103,0 чоловіків;  на 100 жінок у віці від 18 років та старших — 93,3 чоловіків також старших 18 років.
Середній дохід на одне домашнє господарство  становив 63 187 доларів США (медіана — 53 125), а середній дохід на одну сім'ю — 83 098 доларів (медіана — 78 750). За межею бідності перебувало 9,0 % осіб, у тому числі 36,4 % дітей у віці до 18 років та 6,3 % осіб у віці 65 років та старших.
Цивільне працевлаштоване населення становило 71 особа. Основні галузі зайнятості: виробництво — 28,2 %, транспорт — 21,1 %, освіта, охорона здоров'я та соціальна допомога — 19,7 %.